# Doris Dörrie
Doris Dörrie, née le 26 mai 1955 à Hanovre, est une réalisatrice, productrice et écrivaine allemande.

## Biographie
Née en 1955  à Hanovre, Doris Dörrie entame en 1973, à 18 ans, un séjour de deux ans aux États-Unis pour étudier le métier d'acteur et l'art du film au Drama department (section dramatique) de l'Université du Pacifique de Stockton (en Californie). Elle poursuit ensuite ses études à la New School of Social Research de New York tout en vivant de petits boulots dans des cafés ou en travaille comme présentatrice de films à la Goethe House de New-York.
En 1975, de retour en Allemagne, elle opte pour la réalisation et intègre la Hochschule für Fernsehen und Film München (université pour la télévision et le cinéma de Munich). Elle rédige aussi des critiques de films pour le Süddeutsche Zeitung où elle devient rédactrice adjointe. La jeune femme travaille ensuite comme collaboratrice libre pour différentes chaînes de télévision et tourne également quelques petits documentaires.
Elle produit quelques films et livres. Une de ses œuvres les plus connues, y compris à l'international, est la comédie Mes deux hommes en 1985. En collaboration avec Gerd Huber, Renate Seefeld et les cadreurs Helge Weindler (qu'elle épouse en 1988) et Thomas Müller, Doris Dörrie fonde en 1989 la Cobra Filmproduktions GmbH (maison de production cinématographique) qui produit tous ses films postérieurs. Elle écrit également Was wollen sie von mir en 1989.
De son mariage avec Helge Weindler, elle a une fille, Carla, née en 1990. Malheureusement, le 22 mars 1996, pendant le tournage de Suis-je belle ? (de) en Espagne, Weindler meurt d'une méningite.
En 1997, Doris Dörrie retourne à l'université de Munich où elle avait été élève, mais cette fois, en tant que professeur  en dramaturgie appliquée. Elle met en scène des pièces de théâtre et des opéras. Ainsi, à l'opéra de Berlin, elle met en scène en 2001 Così fan tutte, sous la direction du chef d'orchestre Daniel Barenboim, en transposant le thème dans une autre époque à la surprise du public du Staatsoper Unter den Linden, ainsi que Turandot (2003), avec le chef Kent Nagano. En 2005, elle met en scène l'opéra Rigoletto de Giuseppe Verdi, dirigé par Zubin Mehta, à l'opéra bavarois de Munich, ainsi que Madame Butterfly de Giacomo Puccini. Au festival de Salzbourg de 2006, elle met encore en scène La finta giardiniera de Wolfgang Amadeus Mozart.
En 2005, elle publie également le romanDas blaue Kleid [ traduit en français sous le titre La Petite Robe Bleue]. Ce roman, marqué peut-être par le deuil intime qui a marqué son autrice, génère une réelle émotion, même si elle a su également prendre une distance qui donne à cet ouvrage des accents parfois tragi-comiques.
En 2019, Dörrie fait partie du jury qui choisit l'artiste française Pauline Curnier Jardin comme lauréate du Preis der Nationalgalerie, un prix artistique décerné tous les deux ans depuis 2000 par l'Association des amis de la Nationalgalerie à Berlin à des artistes plasticiens de moins de 40 ans vivant en Allemagne.

## Distinctions
- Membre de l'Académie des arts de Berlin (1994)[6]

## Filmographie
- 1976 : Ob’s stürmt oder schneit
- 1978 : Alt werden in der Fremde
- 1978 : Der erste Walzer
- 1978 : Hättest was Gescheites gelernt (TV)
- 1978 : Max & Sandy (TV)
- 1979 : Paula aus Portugal
- 1980 : Katharina Eiseit (TV ; film pour enfants)
- 1980 : Von Romantik keine Spur ( TV)
- 1982 : Dazwischen (TV)
- 1983 : En plein cœur (Mitten ins Herz) (TV ; contribution allemande au festival de Venise)
- 1985 : Im Innern des Wals (de)
- 1985 : Mes deux hommes (Männer)
- 1986 : Paradies (de)
- 1988 : Lui et moi (Ich und Er)
- 1989 : Love in Germany
- 1989 : Geld (de)
- 1992 : Happy Birthday, Türke! (de)
- 1993 : Was darf’s denn sein? (TV)
- 1995 : Qui m'aime ? (de) (Keiner liebt mich)
- 1998 : Suis-je belle ? (de) (Bin ich schön?)
- 2000 : Illumination garantie (Erleuchtung garantiert)
- 2002 : Le Défi (Nackt)
- 2004 : Ein seltsames Paar (TV)
- 2005 : Der Fischer und seine Frau (de)
- 2007 : How to Cook Your Life (de)
- 2008 : Cherry Blossoms (Kirschblüten-Hanami)
- 2010 : Die Friseuse
- 2012 : Glück (de)
- 2010 : Klimawechsel (de) (TV)
- 2014 : Alles inklusive (de)
- 2014 : Femmes mariachis (de) (Que caramba es la vida)
- 2016 : Fukushima mon amour (Grüße aus Fukushima)
- 2019 : Cherry Blossoms et merveilleux démons (de) (Kirschblüten & Dämonen)
- 2019 : Der Club der singenden Metzger (de)
- 2022 : Freibad (de)

## Principales publications (extrait parmi ses fictions)
- 1991 : Der Mann meiner Träume
- 1991 : Für immer und ewig: eine Art Reigen
- 1994 : Bin ich schön? Erzählungen
- 2002 : Das blaue Kleid [traduit en français par Jeanne Etoré-Lortholary et publié par Belfond en 2006  sous le titre La petite robe bleue]